# Victor Danciu
Victor Danciu a fost un general român de informații, care a îndeplinit funcția de comandant al Unității Speciale de Transmisiuni "R" (actualul STS) din cadrul Ministerului Afacerilor Interne (1 octombrie 1984 - 16 martie 1987).
El a fost inginer de meserie.
Colonelul Victor Danciu a fost înaintat la gradul de general de brigadă (cu o stea) la data de 15 iulie 1996, fiind trecut în rezervă începând cu aceeași dată .